# Werner Reiterer
Werner Reiterer (27 gennaio 1968) è un ex discobolo e pesista australiano.

## Palmarès
| Anno | Manifestazione    | Sede       | Evento           | Risultato | Misura  | Note                          |
| ---- | ----------------- | ---------- | ---------------- | --------- | ------- | ----------------------------- |
| 1986 | Mondiali juniores | Atene      | Lancio del disco | Argento   | 58,64 m |                               |
| 1986 | Commonwealth      | Edimburgo  | Lancio del disco | Bronzo    | 57,34 m |                               |
| 1988 | Olimpiadi         | Seul       | Lancio del disco | 15º       | 59,78 m |                               |
| 1990 | Commonwealth      | Auckland   | Lancio del disco | Argento   | 61,56 m |                               |
| 1990 | Commonwealth      | Auckland   | Getto del peso   | 4º        | 17,78 m | Miglior prestazione personale |
| 1991 | Mondiali          | Tokyo      | Lancio del disco | 17º       | 60,40 m |                               |
| 1992 | Olimpiadi         | Barcellona | Lancio del disco | 10º       | 60,12 m |                               |
| 1994 | Commonwealth      | Victoria   | Lancio del disco | Oro       | 62,76 m |                               |
| 1995 | Mondiali          | Göteborg   | Lancio del disco | 30º       | 57,60 m |                               |